# Hong Kong Open 2014
Il Hong Kong Open 2014, anche conosciuto come Prudential Hong Kong Tennis Open per motivi di sponsorizzazione, è stato un torneo di tennis giocato sul cemento. Questa è stata la 5ª edizione dell'evento e fa parte della categoria International del WTA Tour 2014. L'Hong Kong Open si è giocato dall'8 al 14 settembre 2014 a Victoria Park di Hong Kong.

## Partecipanti

### Teste di serie
| Nazionalità | Giocatrice         | Ranking* | Testa di serie |
| ----------- | ------------------ | -------- | -------------- |
| Germania    | Sabine Lisicki     | 28       | 1              |
| Slovacchia  | Daniela Hantuchová | 37       | 2              |
| Rep. Ceca   | Karolína Plíšková  | 42       | 3              |
| Stati Uniti | Christina McHale   | 44       | 4              |
| Cina        | Zheng Jie          | 57       | 5              |
| Belgio      | Yanina Wickmayer   | 64       | 6              |
| Slovacchia  | Jana Čepelová      | 65       | 7              |
| Slovacchia  | Anna Schmiedlová   | 67       | 8              |

* Ranking al 25 agosto 2014.

### Altre partecipanti
Giocatrici che hanno ricevuto una Wild card:
- Duan Yingying
- Sabine Lisicki
- Zhang Ling

Giocatrici passate dalle qualificazioni:

- Jarmila Gajdošová
- Elizaveta Kuličkova
- Zhang Kailin
- Zhu Lin

## Campionesse

### Singolare
- Sabine Lisicki ha sconfitto in finale  Karolína Plíšková per 7–5, 6–3
- È il quarto titolo in carriera per la Lisicki.

### Doppio
- Karolína Plíšková /  Kristýna Plíšková hanno sconfitto in finale  Patricia Mayr-Achleitner /  Arina Rodionova per 6–2, 2–6, [12–10].